# Вангел Попзахариев
Вангел Попзахариев (на гръцки: Ευάγγελος Παπαζαχαρίου ή Παπαζαχαρίας, Евангелос Папазахариу, Евангелос Папазахариас) е гъркомански революционер, деец на гръцката въоръжена пропаганда в Македония от началото на XX век.

## Биография
Вангел Попзахариев е роден в гъркоманската солунска паланка Сухо, тогава в Османската империя, днес Сохос, Гърция. Роднина е на гръцкия училищен инспектор Ангел Попзахариев.
През 1905 година се включва към гръцката пропаганда в Македония в района на Урумлъка като подпомага Константинос Мазаракис. Създава склад за боеприпаси в Свиницкия манастир, Берско. Към 1906 година подпомага четата на Константинос Гарефис във Воденско, а след това действа с гръцките чети в Струмишко.